# Delphinium inconspicuum
Delphinium inconspicuum är en ranunkelväxtart. Delphinium inconspicuum ingår i släktet storriddarsporrar, och familjen ranunkelväxter.

## Underarter
Arten delas in i följande underarter:
- D. i. inconspicuum
- D. i. mongolicum
- D. i. subglabrum